# Сталин и учёные: история триумфа и трагедии 1905–1953
Сталин и учёные: история триумфа и трагедии 1905–1953 (англ. Stalin and the Scientists: A History of Triumph and Tragedy 1905–1953) — научно-популярная книга 2016 года об истории науки в Советском Союзе при Иосифе Сталине английского писателя Саймона Ингса. Это вторая научно-популярная книга Ингса, первой из которых является «Глаз: естественная история» (2007). Ранее он опубликовал восемь романов.
«Сталин и учёные» вошли в лонг-лист премии Бэйли Гиффорд в области документальной литературы 2016 года.

## Создание
Вдохновением для создания «Сталина и учёных» Ингса послужила книга советского психолога Александра Лурии «Разум мнемониста» о жизни российского журналиста и мнемониста Соломона Шерешевского. В интервью 2016 года Ингс сказал, что Лурию часто называют основателем современной нейроанатомии и «крёстным отцом литературного жанра, который мы называем популярной наукой». «Рассказ Лурии более или менее стал образцом современной популярной науки и… в значительной степени направил меня на тот путь, по которому я сейчас иду». Ингс подумывал написать биографию Лурии, но чувствовал, что, хотя достижения Лурии были «экстраординарными», учитывая атмосферу политических репрессий, в которой он работал, Ингс был обеспокоен тем, что западные читатели сочтут его карьеру слишком заурядной и упустят контекст, в котором разворачивались эти события. Страсть Ингса к популярной науке и необходимость объяснить контекст, в котором работали Лурия и другие советские учёные, превратили однолетнюю «скромную биографию» в «пятилетнего гиганта», который «сжёг трёх редакторов» и, добавил Ингс, «чуть не убил меня».
Ингс сказал, что как писатель он был «абсурдно недостаточно квалифицирован», чтобы взяться за такую книгу, как «Сталин и учёные», но добавил, что только писатель может быть настолько «смехотворно амбициозным» и «достаточно наивным, чтобы высовываться так далеко». Ингс считал, что, учитывая тип науки, преобладавший в то время в России, возможно, это «действительно должна быть работа писателя, а не историка». Отвечая на заявления о том, что это «первая история» советской науки, Ингс сказал: «Конечно, никто не был настолько глуп, чтобы попытаться рассказать всю историю науки при Сталине в одном томе, но будьте уверены, я не копал всё это дело в одиночку, с целины».

## Критика
В обзоре The Guardian Дэвид Холлоуэй описал «Сталина и учёных» как «увлекательную историю», раскрывающую «трагедию и триумф» советской науки. Он назвал её «живой книгой» и похвалил Ингса за «ясные и простые» научные объяснения, а также за то, как он выделил личности участников: «блестящих учёных», «шарлатанов», «провидцев» и «карьеристов». Рецензент книги в Publishers Weekly похвалил Ингса за деликатность, с которой он раскрывал жизнь учёных и их опыт, а также за то, как он «умело документирует проблемы, неудачи и достижения советской науки». Рецензент отметил, что, хотя Ингс «может быть многословным», он «занимательно сочетает историю, науку и повествование».
Британский историк и писатель Саймон Себаг Монтефиоре написал в The New York Times, что Ингс «умело» изображает жизнь учёных того периода. Он назвал Ингса «занимательным рассказчиком, который часто улавливает суть вещей», а книгу описал как «живую и интересную», полную «бесценных самородков и множества мошенников, сумасшедших и тиранов». Однако Монтефиоре добавил, что, хотя Ингс подчёркивает неудачи советской науки, он опускает её успехи, например, самолёты Туполев и МиГ, а также танк Т-34. Монтефиоре также критиковал ошибки в книге, например, день рождения Сталина и пребывание Феликса Дзержинского на посту главы ЧК, советской тайной полиции.
В статье для Socialist Review Джон Паррингтон также критиковал недостатки и упущения. Хотя он охарактеризовал книгу как «амбициозную по объёму» и назвал её «увлекательной» и «важной», Паррингтон сказал, что она не лишена «элементарных ошибок», таких как утверждение Ингса о том, что «большевики… и меньшевики… пропустили революцию 1905 года». Паррингтон также посетовал, что Ингс не объясняет, что именно «разрушило надежды и мечты» российских учёных в 1920-е годы, когда к власти пришёл Сталин.
Американский историк науки Лорен Грэм также раскритиковал ошибки и упущения в книге. В обзоре в The Wall Street Journal он назвал Ингса «талантливым писателем» и назвал «Сталина и учёных» «хорошим единственным источником» для читателей, плохо знакомых с советской наукой. Но Грэм чувствовал, что одним из недостатков книги было то, что Ингс сосредотачивается только на темах, которые его интересуют, таких как биология, физиология и психология, уделяя при этом мало внимания математике и теоретической физике.
Грэм также отметил несколько «неправильных или преувеличенных» утверждений в книге, например: Алексей Гастев был «ведущим архитектором программы индустриализации России»; Николай Бернштейн «изобрёл кибернетику»; а Сталин был «последним в длинном ряду европейских королей-философов». Грэм пришёл к выводу, что книга является результатом «впечатляющего объёма исследований» и «заслуживает внимания», но «очень критического внимания».
По данным агрегатора рецензий Book Marks, «Сталин и учёные» получили «положительные» отзывы на основе 4 рецензий.